# Escrocs d'honneur
Pour plus de détails, voir Fiche technique et Distribution.
Escrocs d'honneur (Ganovenehre) est un film ouest-allemand réalisé par Wolfgang Staudte, sorti en 1966.
Il s'agit du remake du film du même nom, réalisé par Richard Oswald, sorti en 1933.

## Synopsis
Sous une pluie battante, le chef de gang Paul l'Import fait l'éloge funèbre d'Orje l'Artiste.
Berlin, 1925. Madame Olga tient avec l'aide d'Emil le Sombre, toujours élégant en noir, un "salon de massage", où des hommes riches viennent voir des filles légères. Un jour, un nouveau client arrive : Georg Posanke, dit Orje l'Artiste, un perceur de coffre-fort qui vient de sortir de trois ans de prison. Sa fiancée Nelly, une fille d'Olga, pense qu'il est proche de l'"Abeille dorée", un réseau de proxénétisme. Orje souhaite devenir également proxénète. Mais Orje ne parvient à assurer son métier dont il a honte. De même, il en a assez que Nelly fasse le tapin.
Le pauvre Orje, qui ne comprend rien au proxénétisme, se laisse embobiner par Olga. Nelly fait alors une scène à son petit ami. Avec Emil, elle surprend Orje et Olga en flagrant délit. Nelly lui donne une claque et part. Elle s'adresse à Paul l'Import, qui a l'œil gauche à moitié fermé et un gros cigare. Paul avait déjà expliqué à Orje qu'une violation des codes lui amènerait des soucis. Paul croit que c'est à cause du comportement d'Orje et d'Olga, en particulier lorsqu'elle lui donne de l'argent. Emil reste sur le plan consistant à éliminer Orje.
Un jour, le réseau de l'Abeille tient un tribunal d'honneur, car Nelly a menti et Olga a donné de l'argent à Orje. Orje avoue, car il avait une dette avec Emil. Les trois "juges" se prononcent vite : Olga et Nelly sont expulsés du réseau. Elles reçoivent 300 Reichsmarks et doivent quitter la ville dans les 24 heures. Orje prend leur défense et donne sa démission. Le tribunal prononce aussi l'exclusion d'Orje.
Paul tente une dernière fois de convaincre Orje de respecter la décision du tribunal et de faire quitter la ville aux filles. Paul répond que lui seul devrait partir. Il trafique le téléphone du bordel pour qu'il ne réponde plus. Pendant ce temps, Olga, Nelly et lui envoient Edith, la tenancière de l'établissement, pour détourner la police. Peu avant la police, Paul rencontre Edith et envoie deux faux policiers vers Orje. L'un des deux met une poudre dans son verre. Orje tombe dans le sommeil. Emil, totalement soûl, décide de régler lui-même le problème et va vers Orje. Il chasse de sa chaise Orje qui dort et prend sa place. Arthur, l'homme à gage de Paul, tire sur l'homme qui est assis en pensant qu'il s'agit d'Orje.
Retour à la scène d'ouverture. Paul arrête son discours hypocrite sur Orje et parle d'Emil. Il se met en colère quand il voit Nelly et Olga dans l'assistance. Orje et les femmes s'en vont à Paris.

## Fiche technique
- Titre français : Escrocs d'honneur ou Honneur de truand[1]
- Titre original : Ganovenehre
- Réalisation : Wolfgang Staudte, assisté de
- Scénario : Curth Flatow (de), Hans Wilhelm (de)
- Musique : Hans-Martin Majewski
- Direction artistique : Werner Schlichting, Isabella Ploberger
- Costumes : Paul Seltenhammer
- Photographie : Friedl Behn-Grund
- Son : Werner Maas
- Montage : Susanne Paschen
- Production : Wenzel Lüdecke (de)
- Sociétés de production : Inter West Film
- Société de distribution : Atlas Film
- Pays de production :  Allemagne de l'Ouest
- Langue : allemand
- Format : Couleur - 1,66:1 - Mono - 35 mm
- Genre : Comédie
- Durée : 94 minutes
- Dates de sortie :
  -  Allemagne de l'Ouest : 14 avril 1966.

## Distribution
- Gert Fröbe : Paul l'Import
- Mario Adorf : Georg Posanke, dit Orle l'Artiste
- Curt Bois : Emil le Sombre
- Karin Baal : Nelly
- Helen Vita : Olga
- Ilse Pagé : Edith
- Gretl Schörg : Erna la Rouge
- Gert Haucke : Arthur
- Jürgen Feindt : L'homme de main
- Martin Hirthe : Karl le Placard
- Robert Rober : Max
- Henning Schlüter : Un faux policier
- Otto Matthies : Un faux policier